# Blepisanis capensis
Blepisanis capensis là một loài bọ cánh cứng trong họ Cerambycidae.